# Wanya McCoy
Wanya McCoy (* 29. März 2003 auf Berry Islands) ist ein bahamaischer Leichtathlet, der sich auf den Sprint spezialisiert hat.

## Sportliche Laufbahn
Erste internationale Erfahrungen sammelte Wanya McCoy im Jahr 2021, als er bei den U20-NACAC-Meisterschaften in San José in 21,17 s und 48,34 s jeweils die Goldmedaille über 200 und 400 Meter gewann. Zudem siegte er in 41,68 s auch mit der bahamaischen 4-mal-100-Meter-Staffel. Im selben Jahr begann er ein Studium an der Clemson University in den Vereinigten Staaten. Im Jahr darauf schied er bei den U20-Weltmeisterschaften in Cali mit 10,67 s in der ersten Runde im 100-Meter-Lauf aus und schied über 200 Meter mit 21,23 s im Halbfinale aus. Zudem verpasste er mit der Staffel mit 40,09 s den Finaleinzug. Anschließend wurde er bei den NACAC-Meisterschaften in Freeport in 39,42 s Vierter im Staffelbewerb. 2023 wechselte er an die University of Florida und im Jahr darauf nahm er an den Olympischen Sommerspielen in Paris teil. Dort schied er über 100 Meter mit 10,24 s in der ersten Runde aus und im 200-Meter-Lauf schied er mit 20,61 s im Halbfinale aus.
2024 wurde McCoy bahamaischer Meister im 100-Meter-Lauf sowie 2021 in der 4-mal-400-Meter-Staffel.

## Persönliche Bestzeiten
- 100 Meter: 10,02 s (+0,6 m/s), 11. Mai 2024 in Gainesville
  - 60 Meter (Halle): 6,58 s, 9. Februar 2024 in Fayetteville
- 200 Meter: 19,93 s (+1,0 m/s), 11. Mai 2024 in Gainesville
  - 200 Meter (Halle): 20,29 s, 24. Februar 2024 in Fayetteville
  - 300 Meter (Halle): 32,53 s, 2. Dezember 2022 in Clemson (bahamaische U20-Bestleistung)